# 愛媛県立伊予農業高等学校
愛媛県立伊予農業高等学校（えひめけんりついよのうぎょうこうとうがっこう）は、愛媛県伊予市にある県立高等学校（農業高等学校）である。国道378号沿いに位置する。

## 学科
定員は一学科40人である。
- 生物工学科
- 園芸流通科
- 環境開発科
- 食品化学科
- 生活科学科

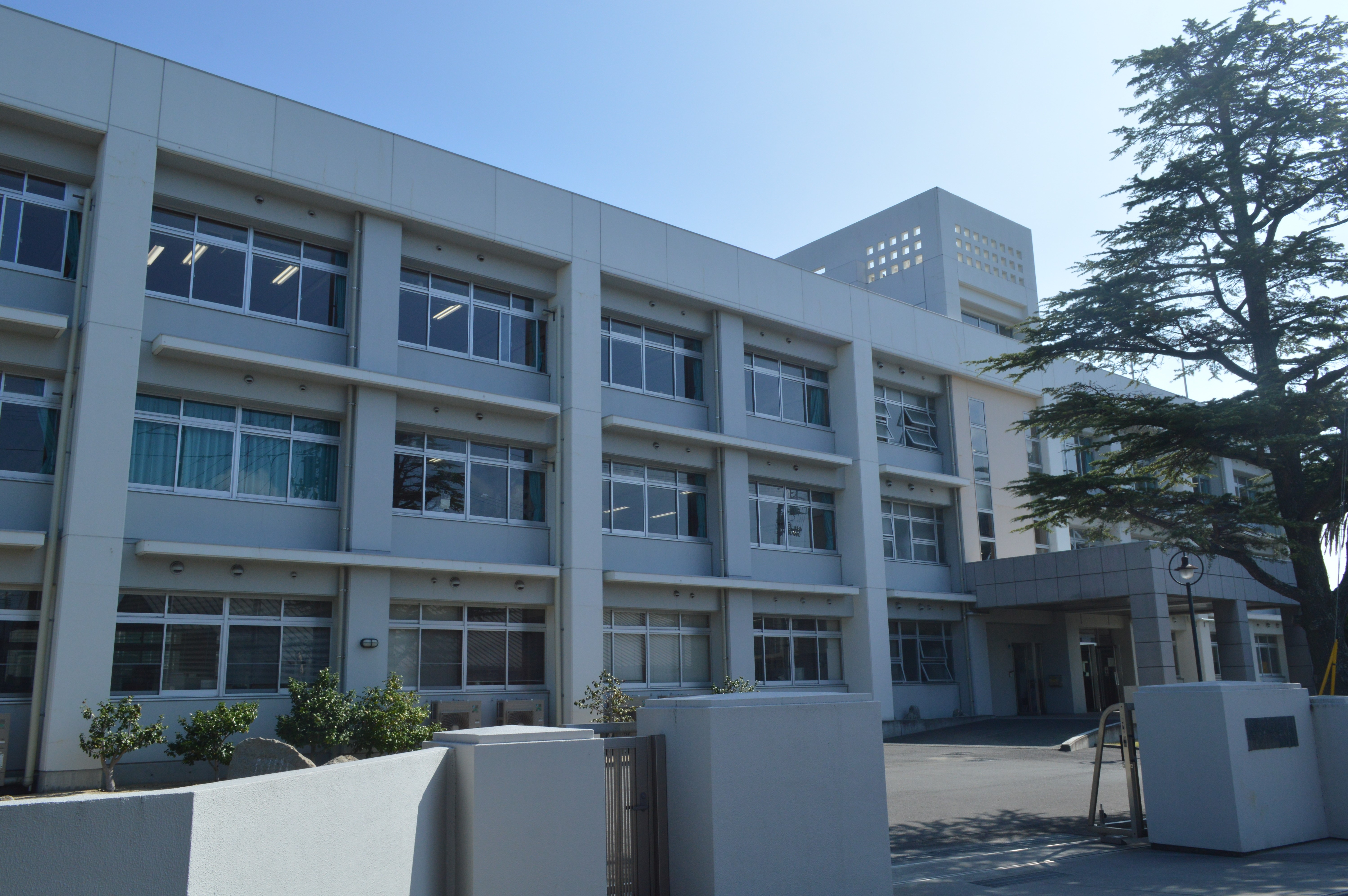
校舎

- 特用林産科 - 愛媛県立中山高等学校の募集停止に伴って2011年4月に新設された。

## 校訓
- 向学
- 自律
- 勤労

## 沿革
- 1918年5月3日 - 伊予郡立実業学校の設立が認可される（開校記念日）。
- 1918年5月14日 - 女子部（2年制50名）設置、開校式を郡役所楼上で挙行。
- 1918年11月 - 校舎・寄宿舎竣工。
- 1918年12月 - 男子部（2年制50名）設置。
- 1919年4月 - 女子部別科（1年制50名）設置。
- 1921年4月1日 - 県立移管、愛媛県立伊予実業学校に改称。
- 1922年2月 - 運動場、実習地購入。
- 1922年5月 - 本館・講堂・寄宿舎竣工。
- 1929年3月 - 女子部別科廃止。生徒定員男子部100名・女子部100名。
- 1930年11月 - 全国優良実業学校として文部大臣表彰受賞。
- 1940年3月 - 教棟竣工。
- 1940年4月 - 男子部3年制に変更、家政科（1年制50名）設置。
- 1940年8月 - 果樹園（1,476,414m2）購入。
- 1944年4月 - 愛媛県立伊予農業学校に改称、生徒定員農業科男子部150名・女子部100名、家政科50名。
- 1945年4月 - 農業土木科（50名）設置。
- 1946年4月 - 農業土木科廃止、農業科学級増、生徒定員農業科男子部200名・女子部100名、家政科50名。
- 1948年4月 - 学制改革により愛媛県立伊予農業高等学校に改称（農業科450名）。
- 1948年8月 - 定時制課程農業科（50名）併設、上灘分校（定時制課程）設置。
- 1949年9月 - 高校再編成により愛媛県立松山南高等学校伊予分校、上灘分校と改称。
- 1952年4月 - 松山南高から愛媛県立伊予農業高等学校として独立（ただし、上灘分校は松山南高に存置）。
- 1953年4月 - 農村家庭科設置、生徒定員農業科400名、農村家庭科50名、定時制課程農業科200名。
- 1957年3月 - 松山南高上灘分校廃止。
- 1962年4月 - 食品化学科設置。
- 1974年4月 - 環境開発科設置。
- 1992年4月 - 生物工学科設置。
- 1993年4月 - 園芸流通科・生活科学科設置。
- 2009年2月 - 本館（2,664m2）新築竣工。校内完全上履きに変更。
- 2011年4月 - 愛媛県立中山高等学校特用林産科募集停止に伴い、特用林産科（40名）設置。

## 交通アクセス
- 四国旅客鉄道予讃線伊予市駅または鳥ノ木駅から徒歩。
- 伊予鉄道郡中線郡中駅から徒歩。

## 出身者
- 山岡榮 - 教員。殉難者。伊予実業学校卒業。
- 仲川幸男 - 参議院議員。伊予実業学校卒業。
- いづみかつき - 漫画家。

## 姉妹校
- 台中市立新社高級中学（台湾）